# Soranos från Efesos
 Soranos från Efesos  (grekiska: Σωρανός, latin: Soranus), var en grekisk läkare från Efesos under 100-talet e.Kr.
Soranos, som var samtida till Galenos, levde i Rom under kejsarna Trajanus och Hadrianus tid och åtnjöt där stort anseende, särskilt som obstetriker. Bland hans många skrifter intar avhandlingen om kvinnosjukdomar främsta rummet, och den är även den enda, som, i en bysantinsk kompilation, bevarats till vår tid (utgiven av Dietz 1838, på grekiska och latin av Ermerius 1869; en tysk översättning 1894 av Lüneburg och Huber). Av Soranos föreligger dessutom i en bearbetning av Caelius Aurelianus en skrift om de akuta och kroniska sjukdomarna, som utgör huvudkällan för kännedomen om den metodiska skolan; ett fragment om benbrott, m.m.